# LaMarcus Aldridge
LaMarcus Nurae Aldridge (Dallas, 19 juli 1985) is een Amerikaans voormalig professioneel basketballer. Hij speelde hoofdzakelijk als power forward.

## Carrière
Aldridge speelde collegebasketbal van 2004 tot 2006 voor de Texas Longhorns. Hij had zich voordien al eens aangemeld voor de NBA draft in 2004 maar zag daarvan af en trok zich terug. In 2006, na twee jaar college-basketbal stelde hij zich opnieuw kandidaat en werd als tweede gekozen in de eerste ronde door de Chicago Bulls. Hij werd samen met een extra 2de ronde draft pick van 2007 geruild naar de Portland Trail Blazers voor Viktor Chrjapa en Tyrus Thomas. Hij miste meteen de eerste zeven wedstrijden door een schouderblessure. Hij speelde door een blessure van ploeggenoot Joel Przybilla als starter in verschillende wedstrijden van zijn eerste seizoen. Op negen april kreeg hij na een ziekenhuisopname met ademtekort de diagnose dat hij leed aan het syndroom van Wolff-Parkinson-White, waardoor hij de laatste acht wedstrijden van het seizoen miste. Hij werd dat seizoen opgenomen in het All-Rookie Team.
Tijdens het seizoen 2007/08 was hij een heel seizoen basisspeler en miste enkel een week door Plantaire fasciitis. Hij verbeterde zijn statistieken ten opzichte van het vorige seizoen en werd derde in de NBA Most Improved Player Award. Het daaropvolgende seizoen speelde hij bijna alle wedstrijden. In het seizoen 2009/10 tekende hij een nieuw vijfjarig contract bij de Trail Blazers ter waarde van 65 miljoen dollar. In het seizoen 2010/11 werd hij NBA Player of the Month. Hij was nog maar de derde speler van de Trail Blazers die die eer te beurt viel, enkel Clyde Drexler en Kelvin Ransey deden het hem voor. Hij werd tweede in de NBA Most Improved Award.
Hij speelde een sterk 2011/12 seizoen maar door diverse blessures kwalificeerden de Trail Blazers zich niet voor de play-offs. In het seizoen 2012/13 werd hij voor de tweede keer All-star maar miste opnieuw de play-offs. In het seizoen 2013/14 slaagden de Trail Blazers er wel in de play-offs te bereiken. Aldridge scoorde in de eerste twee wedstrijden 89 punten, een prestatie waar enkel Michael Jordan, Jerry West, Allen Iverson en Tracy McGrady eerder in slaagden. In zijn laatste seizoen bij de Blazers werd hij eerste in de ranglijst van meeste rebounds voor de Blazers en wist men de play-offs te halen.
Hij tekende nadien een vierjarig contract voor de San Antonio Spurs ter waarde van 80 miljoen dollar en kreeg het nummer twaalf dat eerder aan Bruce Bowen toebehoorde. Het volgende seizoen groeide hij uit tot een van de sterkhouders bij de Spurs. Hij was in 2019 de eerste speler sinds 2006  die erin slaagde 18000 punten te scoren en 8000 of meer rebounds te grijpen.
Hij tekende in 2021 een eenjarig contract bij de Brooklyn Nets na een buy-out bij zijn vorige club de San Antonio Spurs. Aldridge kondigde op 15 april 2021 zijn pensioen aan door onregelmatige hartslagen tijdens de laatste wedstrijd als speler van de Brooklyn Nets tegen de Philadelphia 76'ers. Hij keerde in het seizoen 2021/22 terug nadat hij een medische toelating kreeg om opnieuw te spelen bij de Nets.

## Prijzen
- NBA All Star : 2012, 2013, 2014, 2015, 2016, 2018, 2019
- All-NBA Second Team: 2015, 2018
- All-NBA Third Team: 2011, 2014, 2016
- NBA All-Rookie First Team: 2007
- Dallas ISD Sports Hall of Fame: 2022[4]

## Statistieken

### Regulier seizoen
| Seizoen  | Team                   | WG   | WS  | MPW  | 2P%  | 3P%  | FW%   | RPW  | APW | SPW | BPW | PPW  |
| -------- | ---------------------- | ---- | --- | ---- | ---- | ---- | ----- | ---- | --- | --- | --- | ---- |
| 2006/07  | Portland Trail Blazers | 63   | 22  | 22,1 | 50,3 | 0,0  | 72,2  | 5,0  | 0,4 | 0,3 | 1,2 | 9,0  |
| 2007/08  | Portland Trail Blazers | 76   | 76  | 34,9 | 48,4 | 14,3 | 76,2  | 7,6  | 1,6 | 0,7 | 1,2 | 17,8 |
| 2008/09  | Portland Trail Blazers | 81   | 81  | 37,1 | 48,4 | 25,0 | 78,1  | 7,5  | 1,9 | 1,0 | 1,0 | 18,1 |
| 2009/10  | Portland Trail Blazers | 78   | 78  | 37,5 | 49,5 | 31,3 | 75,7  | 8,0  | 2,1 | 0,9 | 0,6 | 17,9 |
| 2010/11  | Portland Trail Blazers | 81   | 81  | 39,6 | 50,0 | 17,4 | 79,1  | 8,8  | 2,1 | 1,0 | 1,2 | 21,8 |
| 2011/12  | Portland Trail Blazers | 55   | 55  | 36,3 | 51,2 | 18,2 | 81,4  | 8,0  | 2,4 | 0,9 | 0,8 | 21,7 |
| 2012/13  | Portland Trail Blazers | 74   | 74  | 37,7 | 48,4 | 14,3 | 81,0  | 9,1  | 2,6 | 0,8 | 1,2 | 21,1 |
| 2013/14  | Portland Trail Blazers | 69   | 69  | 36,2 | 45,8 | 20,0 | 82,2  | 11,1 | 2,6 | 0,9 | 1,0 | 23,2 |
| 2014/15  | Portland Trail Blazers | 71   | 71  | 35,4 | 46,6 | 35,2 | 84,5  | 10,2 | 1,7 | 0,7 | 1,0 | 23,4 |
| 2015/16  | San Antonio Spurs      | 74   | 74  | 30,6 | 51,3 | 0,0  | 85,8  | 8,5  | 1,5 | 0,5 | 1,1 | 18,0 |
| 2016/17  | San Antonio Spurs      | 72   | 72  | 32,4 | 47,7 | 41,1 | 81,2  | 7,3  | 1,9 | 0,6 | 1,2 | 17,3 |
| 2017/18  | San Antonio Spurs      | 75   | 75  | 33,5 | 51,0 | 29,3 | 83,7  | 8,5  | 2,0 | 0,6 | 1,2 | 23,1 |
| 2018/19  | San Antonio Spurs      | 81   | 81  | 33,2 | 51,9 | 23,8 | 84,7  | 9,2  | 2,4 | 0,5 | 1,3 | 21,3 |
| 2019/20  | San Antonio Spurs      | 53   | 53  | 33,1 | 49,3 | 38,9 | 82,7  | 7,4  | 2,4 | 0,7 | 1,6 | 18,9 |
| 2020/21  | San Antonio Spurs      | 21   | 18  | 25,9 | 46,4 | 36,0 | 83,8  | 4,5  | 1,7 | 0,4 | 0,9 | 13,7 |
| 2020/21  | Brooklyn Nets          | 5    | 5   | 26,0 | 52,1 | 80,0 | 100,0 | 4,8  | 2,6 | 0,6 | 2,2 | 12,8 |
| 2021/22  | Brooklyn Nets          | 47   | 12  | 22,3 | 55,0 | 30,4 | 87,3  | 5,5  | 0,9 | 0,3 | 1,0 | 12,9 |
| Carrière | Carrière               | 1076 | 997 | 33,7 | 49,3 | 32,0 | 81,3  | 8,1  | 1,9 | 0,7 | 1,1 | 19,1 |
| All Star | All Star               | 7    | 1   | 11,7 | 36,8 | 80,0 | 0,0   | 2,9  | 0,6 | 0,1 | 0,4 | 4,6  |

### Play-offs
| Seizoen  | Team                   | WG | WS | MPW  | 2P%  | 3P%   | FW%  | RPW  | APW | SPW | BPW | PPW  |
| -------- | ---------------------- | -- | -- | ---- | ---- | ----- | ---- | ---- | --- | --- | --- | ---- |
| 2009     | Portland Trail Blazers | 6  | 6  | 39,5 | 49,0 | 25,0  | 70,0 | 7,5  | 1,3 | 0,5 | 1,7 | 19,5 |
| 2010     | Portland Trail Blazers | 6  | 6  | 38,2 | 43,0 | 50,0  | 75,0 | 6,0  | 2,2 | 1,2 | 1,8 | 19,0 |
| 2011     | Portland Trail Blazers | 6  | 6  | 43,0 | 46,1 | –     | 79,2 | 7,5  | 1,3 | 1,3 | 1,7 | 20,8 |
| 2014     | Portland Trail Blazers | 11 | 11 | 40,1 | 45,2 | 66,7  | 80,0 | 10,6 | 1,5 | 0,6 | 1,6 | 26,2 |
| 2015     | Portland Trail Blazers | 5  | 5  | 41,6 | 33,0 | 27,3  | 88,9 | 11,2 | 1,8 | 0,4 | 2,4 | 21,8 |
| 2016     | San Antonio Spurs      | 10 | 10 | 33,7 | 52,1 | 100,0 | 89,1 | 8,3  | 1,0 | 0,4 | 1,4 | 21,9 |
| 2017     | San Antonio Spurs      | 16 | 16 | 33,6 | 45,8 | 14,3  | 76,4 | 7,4  | 1,5 | 0,6 | 1,0 | 16,5 |
| 2018     | San Antonio Spurs      | 5  | 5  | 35,4 | 46,3 | 60,0  | 97,6 | 9,2  | 2,4 | 0,6 | 0,4 | 23,6 |
| 2019     | San Antonio Spurs      | 7  | 7  | 34,9 | 45,5 | 27,3  | 81,8 | 9,6  | 2,7 | 0,7 | 1,0 | 20,0 |
| Carrière | Carrière               | 72 | 72 | 37,1 | 45,5 | 32,7  | 82,4 | 8,5  | 1,7 | 0,7 | 1,4 | 20,8 |